# Aldea de Codornices
Aldea de Codornices är en ort i Mexiko.   Den ligger i kommunen Villa de Cos och delstaten Zacatecas, i den centrala delen av landet, 600 km nordväst om huvudstaden Mexico City. Aldea de Codornices ligger 2 033 meter över havet och antalet invånare är 234.
Terrängen runt Aldea de Codornices är huvudsakligen platt, men österut är den kuperad. Runt Aldea de Codornices är det mycket glesbefolkat, med 5 invånare per kvadratkilometer. Aldea de Codornices är det största samhället i trakten. Omgivningarna runt Aldea de Codornices är i huvudsak ett öppet busklandskap.